# Luka Drašković
Luka Drašković est un joueur d'échecs monténégrin né le 26 janvier 1983, grand maître international depuis 2022. 
Au 1er janvier 2023, il est le troisième joueur monténégrin avec un classement Elo de 2 509 points.

## Biographie et carrière
Luka Drašković a remporté le championnat du Monténégro en 2021,.
Luka Drašković a représenté le Monténégro lors des olympiades de 2016 à 2022 et des championnats d'Europe par équipe de 2015 à 2021. Lors de l'Olympiade d'échecs de 2022, l'équipe du Monténégro finit vingt-deuxième de la compétition.
En 2021, il représente le Monténégro pour la Coupe du monde d'échecs 2021. Lors de la Coupe du monde disputée à Sotchi en juillet 2021, il est  battu au premier tour par le Serbe Aleksandar Inđić.